# Малярчук Олексій Олександрович
Олексій Олександрович Малярчук (5 березня 1922, село Грушки, тепер Житомирського району Житомирської області — 2 грудня 1989, місто Миколаїв) — український радянський діяч, директор Миколаївського суднобудівного заводу «Океан», секретар Миколаївського обласного комітету КПУ.

## Життєпис
Народився в селянській родині. У 1939 році з відзнакою закінчив загальноосвітню школу міста Брацлава Вінницької області. Член ВЛКСМ.
У 1939—1941 роках — студент Миколаївського кораблебудівного інституту.
З серпня 1941 до вересня 1945 року — в Червоній армії, учасник німецько-радянської війни. Служив начальником радіостанції радіобатальйону 136-го окремого полку зв'язку, радіотелеграфістом старшим радіороти 155-го окремого полку зв'язку 57-ї армії. Воював на Кримському, Воронезькому, Південно-Західному, Степному, 2-му, 3-му та 4-му Українських фронтах. Член ВКП(б).
З лютого 1946 до 1950 року продовжував навчання в Миколаївському кораблебудівному інституті.
У 1950—1957 роках — майстер зі збірки суден, будівник суден, начальник ділянки, заступник начальника стапельного цеху, начальник корпусно-обробного цеху, начальник стапельного цеху, в 1957—1958 роках — секретар партійного комітету суднобудівного заводу імені 61 комунара в місті Миколаєві.
У 1958 — вересні 1961 року — завідувач відділу оборонної промисловості Миколаївського обласного комітету КПУ.
16 вересня 1961 — 11 січня 1963 року — секретар Миколаївського обласного комітету КПУ з питань промисловості.
У 1963—1974 роках — головний інженер суднобудівного заводу імені 61 комунара в місті Миколаєві.
У 1974—1982 роках — директор суднобудівного заводу «Океан» в місті Миколаєві.
З 1982 року — персональний пенсіонер. Працював у Миколаївській філії Центрального науково-дослідного інституту технології суднобудування (ЦНІДТС). Був автором досліджень із історії суднобудування в місті Миколаєві.
Помер 2 грудня 1989 року в місті Миколаєві.

## Звання
- сержант
- старший сержант
- старшина
- старший лейтенант

## Нагороди
- орден Червоної Зірки (15.09.1944)
- медаль «За бойові заслуги» (4.09.1943)
- медаль «За перемогу над Німеччиною у Великій Вітчизняній війні 1941—1945 рр.» (1945)
- медалі
- премія Ради Міністрів СРСР